# شهروز برزگر کلشانی
شهروز برزگر کلشانی، سیاستمدار و نمایندهٔ اسبق مردم سلماس، در دهمین دورهٔ مجلس شورای اسلامی است.
در دهمین دوره انتخابات مجلس شورای اسلامی، شهروز برزگر کلشانی، در لیست ائتلاف فراگیر اصلاح‌طلبان: گام دوم در سلماس حضور داشت و در در دور دوم توانست با ۳۹٬۸۰۹ رأی از مجموع ۷۱٬۸۷۴ رأی مأخوذه صحیح، به‌عنوان نمایندهٔ منتخب سلماس، وارد مجلس دهم شود.